# 코리 마이클 스미스
코리 마이클 스미스(영어: Cory Michael Smith, 1986년 11월 14일 ~ )는 미국의 배우이다. 드라마 《고담》에서 에드워드 니그마(후일의 리들러) 역할로 알려졌다. 《티파니에서 아침을》의 무대연극판에서는 에밀리아 클라크, 조지 웬트와 함께 내레이터 '프레드' 역으로도 출연했다.

## 출연 작품

### 영화
- 퍼스트 맨 (2018년) - 로저 채피 역
- 메이 디셈버 (2023년) - 조시 애서턴 역